# Elektrostatik
Elektrostatik er en gren af elektromagnetismen, der udelukkende beskæftiger sig med statiske elektriske felter, dvs. at de er konstante i tid. Et nødvendigt krav for at have statiske felter er, at der ikke findes nogen ladninger i bevægelse. Dette gør at der ikke er nogen strømme, og dermed kan det magnetiske felt helt ignoreres. Dette simplificerer teorien betragteligt, men mange problemstillinger kan stadig behandles på denne måde. Elektrostatik står i kontrast til elektrodynamik, der tager højde for ladninger i bevægelse og dermed dynamiske elektromagnetiske felter. Magnetostatik er den tilsvarende teori for statiske magnetiske felter.

## Centrale love
Alle elektrostatiske love kan udledes som særtilfælde af den mere generelle teori, der inkorporerer de fulde Maxwell-ligninger, men blev historisk opdaget først.
Udgangspunktet i elektrostatik er Coulombs lov, der giver kraften som to ladninger påvirker hinanden med. Der ses bort fra en eventuel acceleration som denne kraft ville resultere i ifølge Newtons anden lov, og det antages at alle kræfter er balancerede.

## Forenklede relationer
Mange love fra elektrodynamikken antager en simplere form i det elektrostatiske tilfælde. 
Lorentz-kraften reduceres til den simple relation {\displaystyle \mathbf {F} =q\mathbf {E} }, hvor {\displaystyle q} er ladningen af en partikel.
Det elektriske felt kan beskrives udelukkende ved det elektriske potential {\displaystyle \varphi } ved udtrykket
{\displaystyle \mathbf {E} =-\nabla \varphi .}
Man behøver kun at tage højde for Maxwell-ligningerne for det elektriske felt, da der ikke er noget magnetisk felt. Gauss' lov forbliver uændret,
{\displaystyle \nabla \cdot \mathbf {E} ={\frac {\rho }{\varepsilon _{0}}}.}
Derimod bliver Faradays lov til det simple udtryk
{\displaystyle \nabla \times \mathbf {E} =\mathbf {0} ,}
hvilket vil sige at det elektriske felt er konservativt. Dette kan også ses fra det faktum, at det elektriske felt kan beskrives kun med skalarpotentialet, og dermed også har en veldefineret potentiel energi.

## Anvendelser
Elektrostatikken kan blandt andet bruges til at beskrive teorien for kapacitorer.